# 迪昂·桑德斯
迪昂·桑德斯（英語：Deion Sanders，1967年8月9日—），美式足球教练，前职业美式足球和棒球运动员，现科罗拉多大学博尔德分校美式足球队主教练。他在其职业球员生涯期间有“黄金时段”（Prime Time）之美誉，担任教练后则被称为“黄金教练”（Coach Prime）。
桑德斯在国家美式足球联盟（NFL）效力过14个赛季，先后在亚特兰大猎鹰、旧金山49人、达拉斯牛仔、华盛顿红皮、巴尔的摩乌鸦等队担任角卫与回攻手。此外，他还曾先后在美国职业棒球大联盟的纽约洋基、亚特兰大勇士、辛辛那提红人与旧金山巨人效力过9个赛季。他两次赢得超级碗冠军，并于1992年参加世界大赛，这使他成为史上唯一一位同时参加过超级碗和世界大赛的球员。他被许多人认为是NFL有史以来最伟大的角卫。
在开始其职业生涯之前，桑德斯大学期间曾效力于佛罗里达州立大学塞米诺尔队，并获得过大学美式足球最佳防守后卫吉姆·索普奖。他于1989年NFL选秀中以第五顺位被亚特兰大猎鹰选中。除主要司职角卫外，他还同时出任回攻手和外接手。在其职业生涯中，他八次入选职业碗、六次入选全明星（All-Pro）第一阵容，还连续两年先后代表旧金山49人与达拉斯牛仔在第29届与第30届超级碗中获胜。 2011年，他入选职业美式足球名人堂和大学美式足球名人堂。
作为球员退役后，桑德斯开始从事体育分析师和教练工作。在塔拉迪加学院获得工商管理学位后，他于2020年至2022年间担任杰克逊州立大学美式足球队主教练，带领球队连续两次参加庆祝碗，并取得学校历史上首次常规赛不败的战绩。 
2023年起，桑德斯出任科罗拉多大学博尔德分校美式足球队主教练。在他接手死气沉沉的球队（上一年战绩1胜11负）教鞭后，立刻给其注入了活力。该校首次出现所有主场比赛门票售罄的现象，当年9月份学校网店的销售额比去年同期增长了2544%。尽管首赛季战绩仅为4胜8负，但该队仍一直是全美大学橄榄球界的热门关注。桑德斯也因其给科罗拉多大学橄榄球队带来的变化，于2023年底获评《运动画刊》年度最佳体育人物。